# Base aérea José Enrique Soto Cano

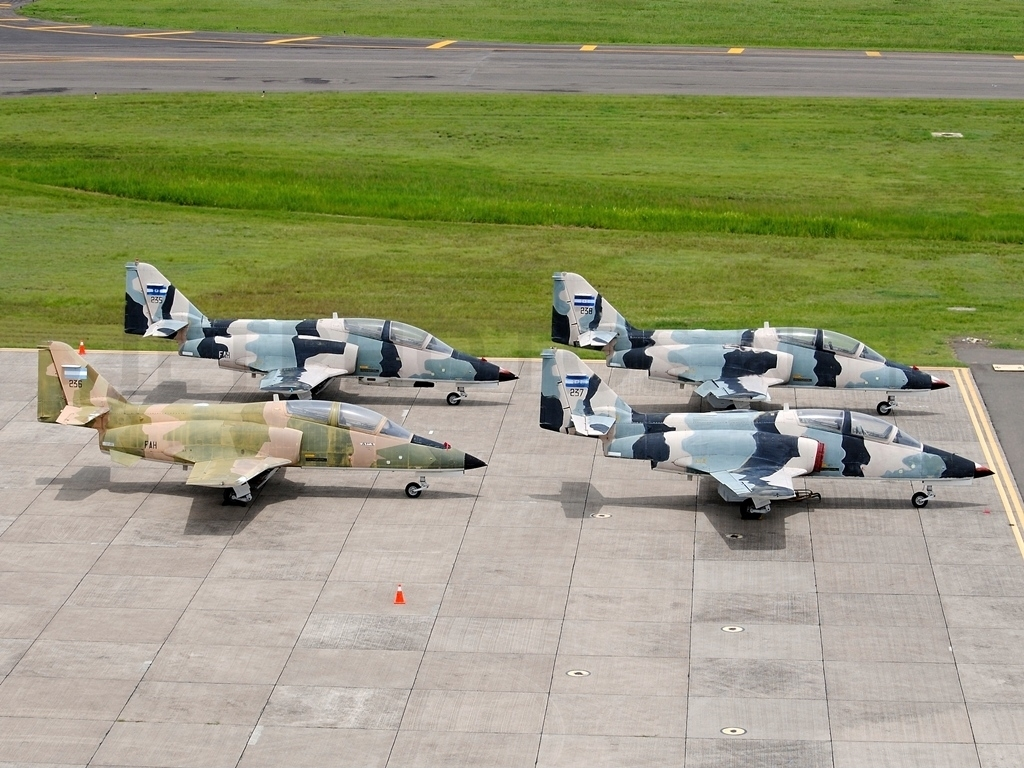
Aviones CASA C-101 Aviojet de la Fuerza Aérea Hondureña en la base aérea José Enrique Soto Cano, fabricados por la empresa española Construcciones Aeronáuticas S.A.

La base aérea José Enrique Soto Cano, también conocida como La Palmerola, es una base aérea hondureña ubicada al sur de la ciudad de Comayagua. Desde la base aérea opera la Fuerza Aérea Hondureña y la Academia Militar de Aviación de Honduras, así como la misión militar estadounidense «Fuerza de Tarea Conjunto Bravo» perteneciente al Comando Sur de Estados Unidos. La base aérea funciona de forma conjunta entre los militares de ambos países.
En 2016 sobre la porción norte de la base aérea se inició la construcción del nuevo Aeropuerto Internacional de Comayagua, el aeropuerto civil y comercial diseñado para reemplazar el Aeropuerto Internacional de Toncontín en Tegucigalpa. El 15 de octubre de 2021 se inauguró el nuevo aeropuerto civil al público. Desde entonces, tanto el aeropuerto internacional de Comayagua como la base aérea, comparten el uso y la gestión de la pista de aterrizaje.

## Historia

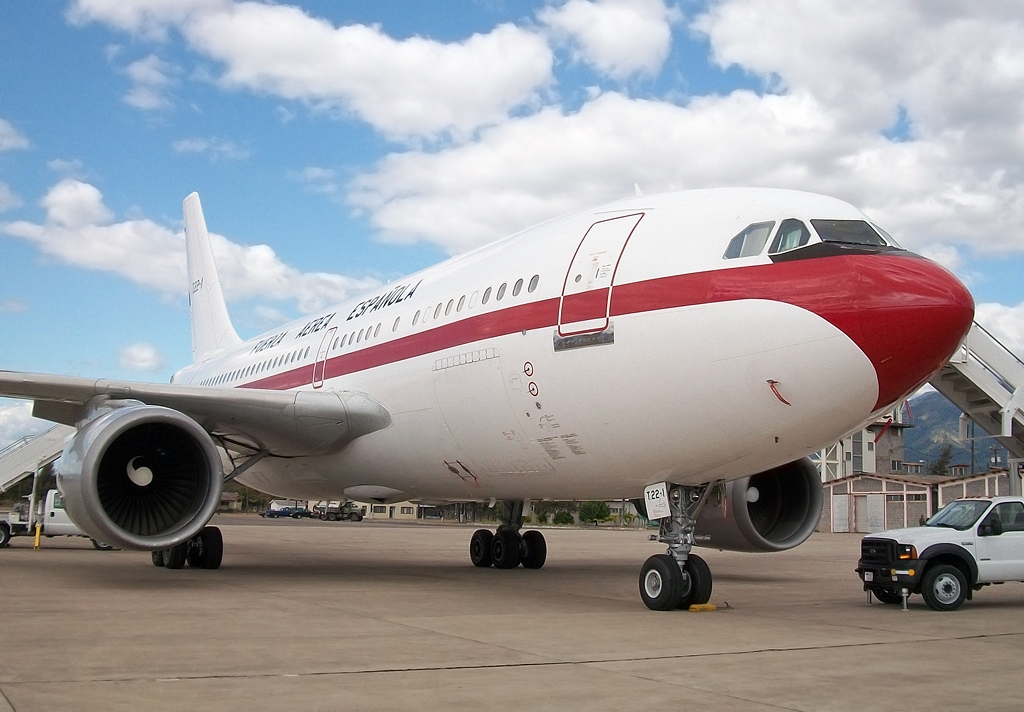
Un avión Airbus 310 de la Fuerza Aérea Española en la base aérea.

### sigloXX

#### Llegada de los militares estadounidenses
En 1981 Estados Unidos estableció una base militar en Soto Cano, activada por el gobierno estadounidense durante la administración de Ronald Reagan mediante un acuerdo con el Gobierno de Honduras. En los años ochenta, Soto Cano fue utilizada por el coronel estadounidense Oliver North como una base de operaciones de la “contra”, las fuerzas paramilitares entrenadas y financiadas por la Agencia Central de Inteligencia (CIA) encargadas de ejecutar la guerra contra los movimientos populares en Centroamérica, y particularmente contra la revolución sandinista de Nicaragua. Desde Soto Cano, la “contra” lanzaba sus ataques y misiones especiales.

#### Huracán Mitch
En 1998, cuando el Huracán Mitch arrasó por Honduras, múltiples aviones de distintos países del mundo usaron las instalaciones de la base aérea para hacer llegar alimentos, medicamentos, agua y personal para aportar ayuda humanitaria al país. A la vez, el Aeropuerto Internacional de Toncontín también fue utilizado para la ayuda humanitaria mediante aeronaves del tipo Hércules.

### sigloXXI

#### Visitas de Estado

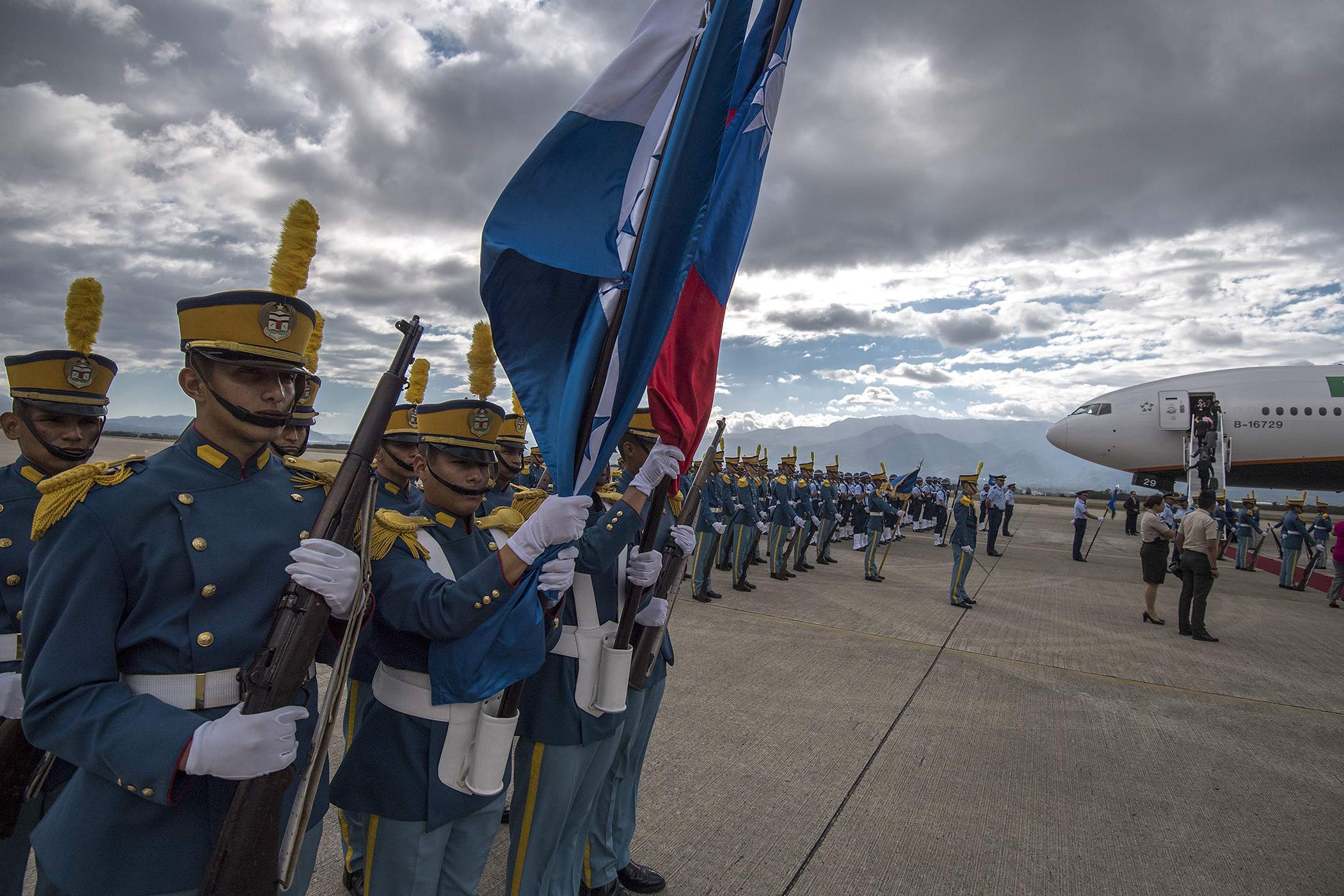
Visita de Estado de la presidenta de Taiwán, Tsai Ing-wen en 2017.

En 2015 Soto Cano fue utilizado para recibir a la reina Letizia de España durante su visita de Estado a Honduras como parte del trabajo de la Cooperación Española restaurando edificios históricos en Comayagua.
En 2017 la base aérea fue utilizada para dar la bienvenida a Honduras a la presidenta de Taiwán, Tsai Ing-wen durante su visita de Estado al país.

#### Construcción del aeropuerto civil
En 2016 en las instalaciones de la base aérea se inició la construcción del nuevo aeropuerto internacional, el Aeropuerto Internacional de Comayagua, para uso civil y comercial para servir a las ciudades de Comayagua y Tegucigalpa. Para habilitar el aeropuerto se hicieron mejoras en la autopista que da acceso al aeropuerto desde las dos ciudades, ampliándola a cuatro carriles. La autopista está integrada al Canal Seco que une el puerto salvadoreño de La Unión con Puerto Cortés en el Mar Caribe.
El 15 de octubre de 2021 se inauguró al público y el 11 de diciembre de 2021 aterrizó el primer vuelo comercial en el aeropuerto.

## Instalaciones

### Base aérea

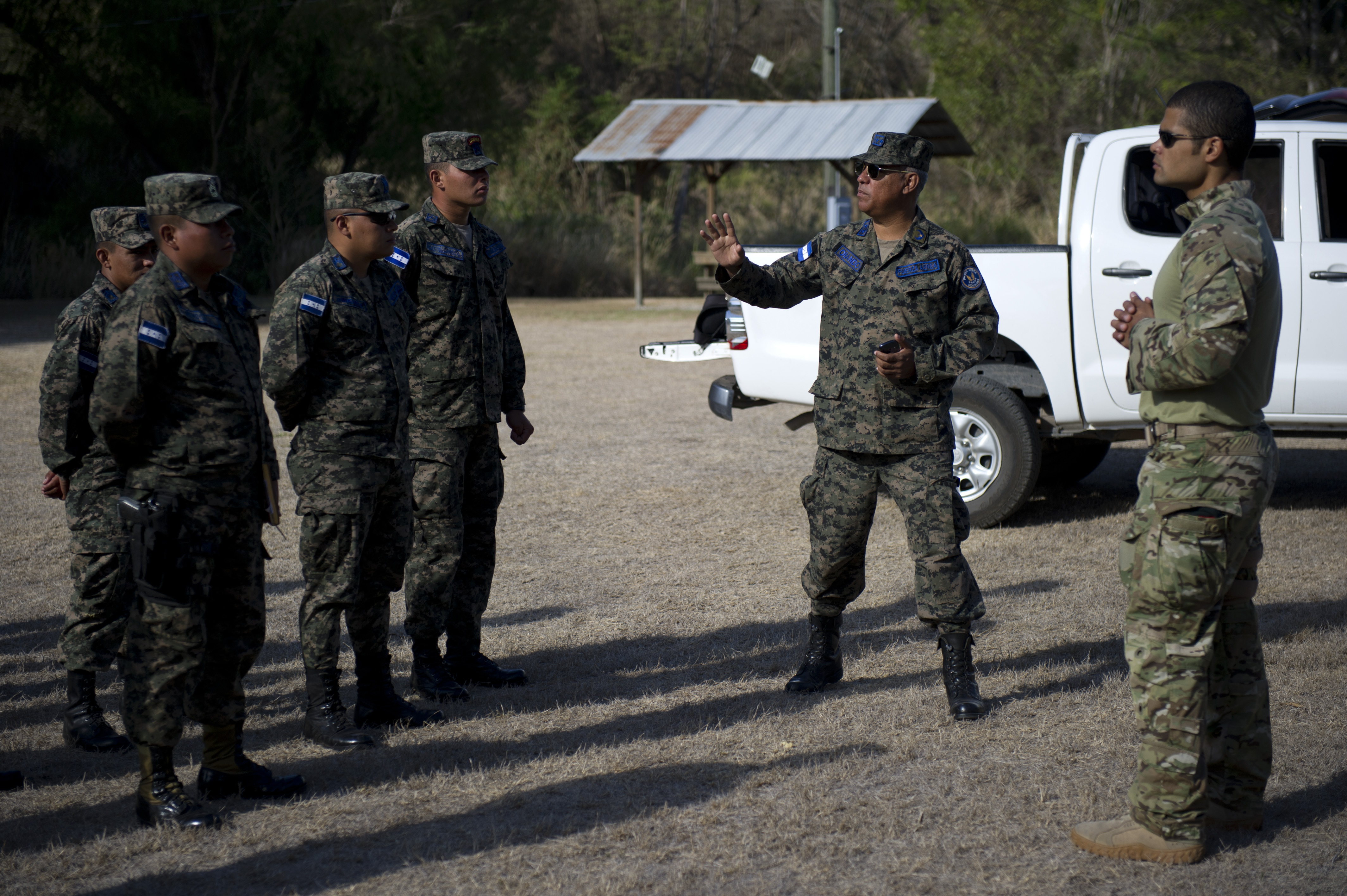
Soldados de la Fuerza Aérea Hondureña en Soto Cano durante un entrenamiento.

La base aérea está localizada a 7,5 kilómetros de la ciudad colonial de Comayagua, antigua capital de Honduras, entre las ciudades de San Pedro Sula y Tegucigalpa.
Dentro de la base aérea se encuentra la misión de militares estadounidenses Fuerza de Tarea Conjunto Bravo, así como una base militar de ese país, operada en forma combinada con los hondureños en donde opera la Fuerza Aérea Hondureña y la Academia Militar de Aviación de Honduras. 
La base aérea está ubicada a una distancia relativamente corta del Aeropuerto Internacional Toncontín y queda la posibilidad de operar vuelos de enlace para unir ambos aeropuertos o para servir como alternativo en caso de emergencia.

### Aeropuerto civil
En el lado norte de la base aérea se encuentra el aeropuerto civil y comercial, el Aeropuerto Internacional de Comayagua.

## Galería

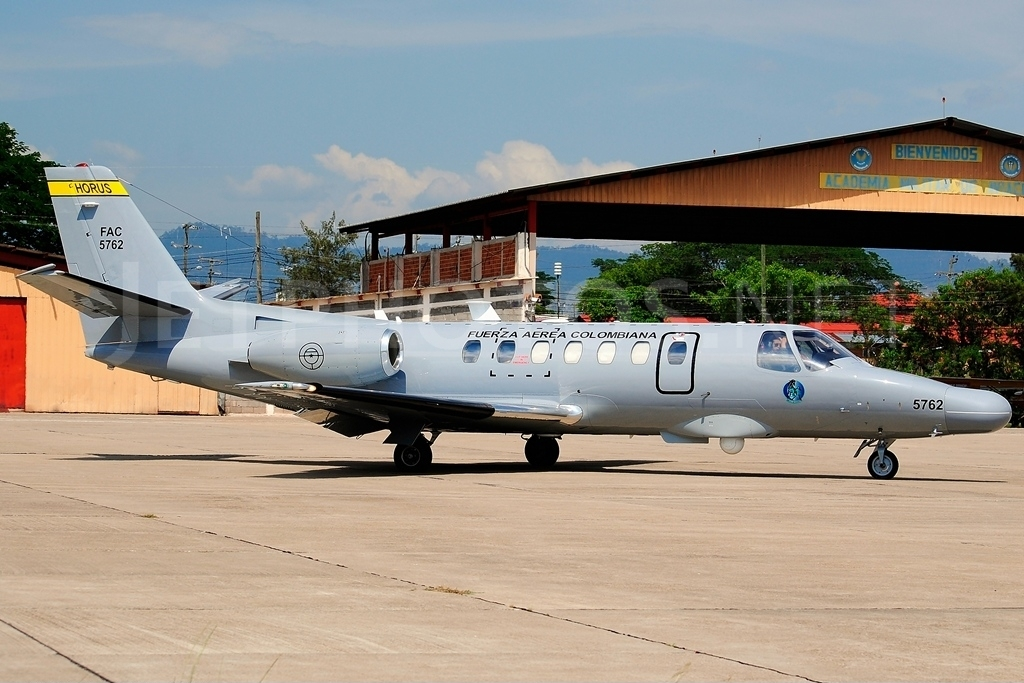
Avión Cessna 560 Citation V de la Fuerza Aérea Colombiana en las instalaciones de la Academia Militar de Aviación de Honduras.
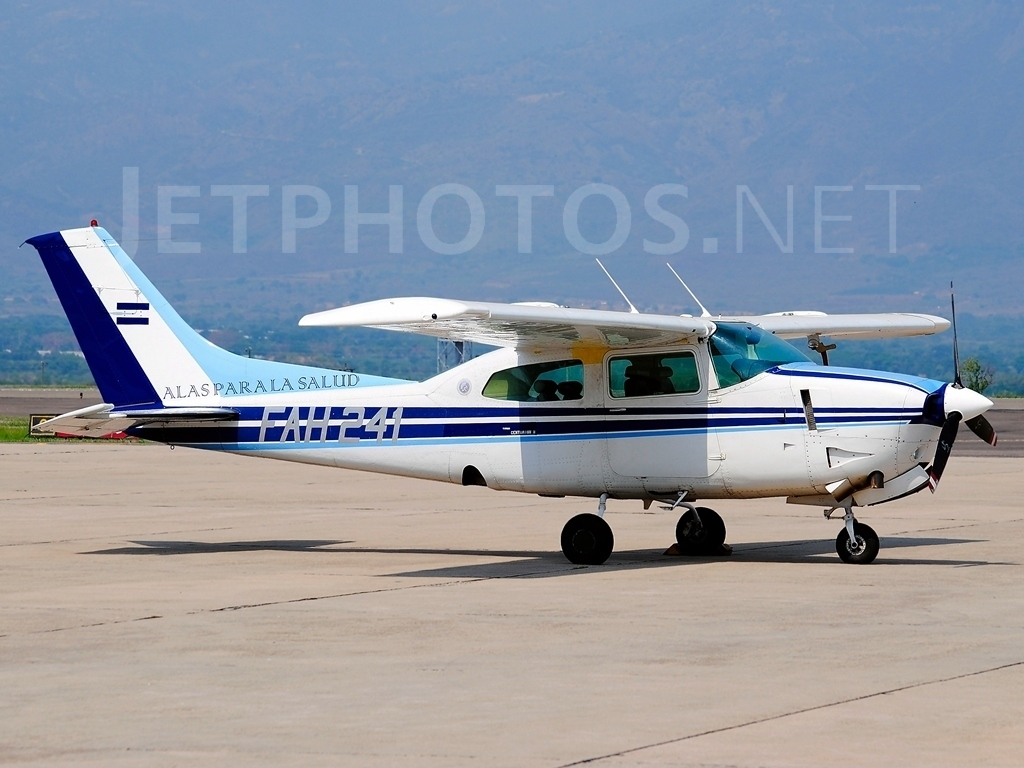
Un avión Cessna T210M Turbo Centurion II de la Fuerza Aérea Hondureña.
Soldados hondureños y estadounidenses durante una maratón en la base aérea.
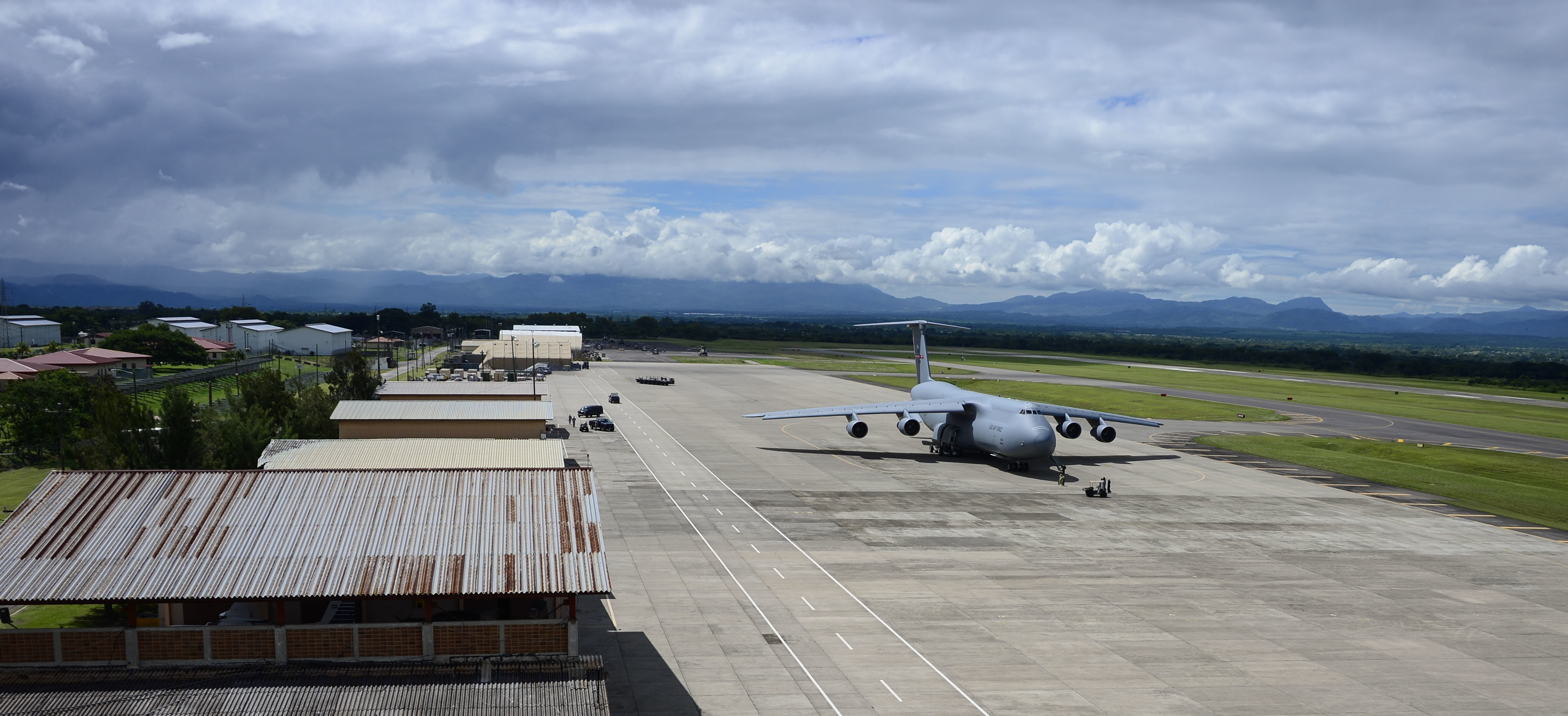
Vista de la base aérea.